# Josef Šulc (politik)
Josef Šulc (5. dubna 1857 Voděrady – 21. dubna 1903 Jiřice) byl rakouský politik české národnosti z Čech, poslanec Českého zemského sněmu.

## Biografie
Působil jako statkář v Jiřicích. V letech 1896–1903 byl okresním starostou v Nových Benátkách. Funkci okresního starosty zastával až do své smrti. Až do svého úmrtí byl rovněž starostou Jiřic. Byl předsedou řepařského odboru pro okres Nové Benátky.
V 90. letech se zapojil i do vysoké politiky. V zemských volbách roku 1895 byl zvolen na Český zemský sněm, kde zastupoval kurii venkovských obcí, obvod Nymburk. Patřil mezi mladočeské politiky.
Zemřel v dubnu 1903 ve věku 46 let.